# Eduard Soler i Pérez (músic)
|  | Aquest article tracta sobre el músic valencià. Si cerqueu l'advocat viler, vegeu «Eduard Soler i Pérez (advocat)». |

| Jerusalem Convertere de la Lamentació de Dissabte Sant (extracte) |
|                                                                   |
| Retrobem la Nostra Música CD núm. 19                              |
|                                                                   |

Eduard Soler i Pérez (València, 1895 - ?, 1967) fou un compositor, organista, professor de música i mestre de capella valencià.
Format musicalment a la Universitat Pontifícia de València sota les ordres de Vicent Ripollès, el 1919 ocupava la plaça d'organista i Mestre de capella de la Col·legiata de Gandia, passant a l'any següent a ocupar una plaça de capellà cantor en el Reial Col·legi del Corpus Christi de València. Del 1921 al 1924 ocuparà la capellania de l'asil de Nostra Senyora de l'Esperança de Torrent, guanyant a continuació la plaça d'organista de la parròquia de Sant Martí de València, des d'on passarà el 1927 a ocupar el benefici de mestre de capella en la Catedral de València.
També ocupà al llarg de la seua vida els càrrecs de director de la Schola cantorum i catedràtic de cant gregorià en el Seminari Metropolità, així com el de membre de la Comissió diocesana de música sagrada.

## Obra
- Cinc lamentacions de Setmana Santa[3]
- Missa Gaudens Gaudebo
- Miserere